# Дальнє (Сахалінська область)
Дальнє (рос. Дальнее) — село, підпорядковане місту Южно-Сахалінськ Сахалінської області Російської Федерації.
Населення становить 2039 осіб (2013).

## Історія
З 1905 по 3 вересня 1945 року у складі губернаторства Карафуто Японії, відтак у складі міського округу Южно-Сахалінськ Сахалінської області.

## Населення
| 2002 | 2010  | 2013  |
| ---- | ----- | ----- |
| 1795 | ↗1894 | ↗2039 |